# Elecciones municipales de 2016 en la Región Metropolitana de Santiago
Las elecciones municipales en la Región Metropolitana de Santiago se realizaron el 23 de octubre de 2016. El total de inscritos de la región en dicho período fue de 5.569.144 personas, de las cuales 1.644.318 participaron en el proceso, significando una baja en comparación con las elecciones anteriores.

## Resultados regionales
| Elección de Alcaldes | Elección de Alcaldes          | Elección de Alcaldes | Elección de Alcaldes | Elección de Alcaldes | Elección de Alcaldes | Elección de Concejales | Elección de Concejales                              | Elección de Concejales | Elección de Concejales | Elección de Concejales |
| L                    | Pacto / Partido               | Sigla                | Votos                | %                    | Electos              | L                      | Pacto / Partido                                     | Votos                  | %                      | Electos                |
| -------------------- | ----------------------------- | -------------------- | -------------------- | -------------------- | -------------------- | ---------------------- | --------------------------------------------------- | ---------------------- | ---------------------- | ---------------------- |
| C                    | Poder Ecologista y Ciudadano  |                      | 54 059               | 3,43                 | -                    | B                      | Nueva Mayoría Para Chile (PDC, PS + Independientes) | 319 778                | 21,34                  | 119                    |
|                      | Independientes                | IND                  | 25 270               | 1,60                 | -                    |                        | Partido Demócrata Cristiano + Independientes        | 160 033                | 10,68                  | 59                     |
|                      | Partido Ecologista Verde      | PEV                  | 28 789               | 1,83                 | -                    |                        | Partido Socialista + Independientes                 | 159 745                | 10,66                  | 60                     |
| E                    | Nueva Mayoría                 |                      | 538 943              | 34,17                | 23                   | C                      | Poder Ecologista y Ciudadano                        | 43 383                 | 2,89                   | 3                      |
|                      | Independientes                | IND                  | 39 593               | 2,51                 | 4                    | G                      | Con la Fuerza del Futuro                            | 96 181                 | 6,42                   | 21                     |
|                      | MAS Región                    |                      | 9 189                | 0,58                 | -                    |                        | Partido Radical Socialdemócrata + Independientes    | 71 429                 | 4,77                   | 17                     |
|                      | Partido Comunista de Chile    | PC                   | 50 706               | 3,22                 | 1                    |                        | Izquierda Ciudadana, MAS Región + Independientes    | 24 752                 | 1,65                   | 4                      |
|                      | Partido Demócrata Cristiano   | PDC                  | 140 497              | 8,92                 | 7                    | H                      | Chile Vamos (RN + Independientes)                   | 291 371                | 19,44                  | 82                     |
|                      | Partido por la Democracia     | PPD                  | 116 121              | 7,37                 | 4                    | J                      | Chile Vamos (EVO, PRI + Independientes)             | 95 467                 | 6,37                   | 14                     |
|                      | Partido Socialista de Chile   | PS                   | 182 207              | 11,57                | 7                    |                        | Evolución Política + Independientes                 | 55 221                 | 3,68                   | 8                      |
| F                    | Chile Vamos                   |                      | 689 184              | 43,75                | 25                   |                        | Partido Regionalista Independiente + Independientes | 40 246                 | 2,69                   | 6                      |
|                      | Independientes                | IND                  | 155 052              | 9,84                 | 5                    | K                      | Cambiemos la Historia                               | 53 806                 | 3,59                   | 8                      |
|                      | Renovación Nacional           | RN                   | 245 303              | 15,57                | 11                   | L                      | Chile Vamos (UDI + Independientes)                  | 242 385                | 16,17                  | 73                     |
|                      | Unión Demócrata Independiente | UDI                  | 288 829              | 18,34                | 9                    | M                      | Pueblo Unido                                        | 33 912                 | 2,27                   | 3                      |
| K                    | Cambiemos la Historia         |                      | 7 740                | 0,49                 | -                    |                        | Independientes Unidos                               | 1 915                  | 0,13                   | 1                      |
|                      | Revolución Democrática        | RD                   | 7 740                | 0,49                 | -                    |                        | Igualdad Para Chile                                 | 25 921                 | 1,73                   | 2                      |
| M                    | Pueblo Unido                  |                      | 31 723               | 2,01                 | -                    |                        | Independientes                                      | 6 076                  | 0,41                   | -                      |
|                      | Independientes                | IND                  | 14 994               | 0,95                 | -                    | O                      | Yo Marco por el Cambio (PRO + Independientes)       | 55 475                 | 3,70                   | 3                      |
|                      | Partido Igualdad              | PI                   | 16 729               | 1,06                 | -                    | P                      | Alternativa Democrática (PH + Independientes)       | 24 569                 | 1,64                   | 2                      |
| O                    | Yo Marco por el Cambio        |                      | 37 069               | 2,35                 | -                    | R                      | Justicia y Transparencia                            | 9 706                  | 0,65                   | -                      |
|                      | Independientes                | IND                  | 5 902                | 0,37                 | -                    | S                      | Nueva Mayoría por Chile (PC, PPD + Independientes)  | 224 097                | 14,95                  | 70                     |
|                      | Partido Progresista           | PRO                  | 31 167               | 1,98                 | -                    |                        | Partido Comunista de Chile + Independientes         | 100 735                | 6,72                   | 26                     |
| P                    | Alternativa Democrática       |                      | 6 378                | 0.41                 | -                    |                        | Partido por la Democracia + Independientes          | 123 362                | 8,23                   | 44                     |
|                      | Independientes                | IND                  | 2 463                | 0,16                 | -                    | T                      | Independientes                                      | 8648                   | 0,58                   | -                      |
|                      | Partido Humanista             | PH                   | 3 915                | 0,25                 | -                    |                        |                                                     |                        |                        |                        |
| R                    | Justicia y Transparencia      |                      | 11 169               | 0,71                 | -                    |                        |                                                     |                        |                        |                        |
|                      | Independientes                | IND                  | 6 873                | 0,44                 | -                    |                        |                                                     |                        |                        |                        |
|                      | Unión Patriótica              | UPA                  | 4 296                | 0,27                 | -                    |                        |                                                     |                        |                        |                        |
| T                    | Independientes                |                      | 199 002              | 12,63                | 5                    |                        |                                                     |                        |                        |                        |
|                      | Votos válidamente emitidos    |                      | 1 575 267            | 95,80                | -                    |                        | Votos válidamente emitidos                          | 1 498 778              | 91,35                  | -                      |
|                      | Votos nulos                   |                      | 45 964               | 2,78                 | -                    |                        | Votos nulos                                         | 82 823                 | 5,05                   | -                      |
|                      | Votos blancos                 |                      | 23 357               | 1,42                 | -                    |                        | Votos blancos                                       | 59 064                 | 3,60                   | -                      |
|                      | Total votos emitidos          |                      | 1 644 318            | 100                  | -                    |                        | Total votos emitidos                                | 1 640 665              | 100                    | -                      |

## Provincia de Chacabuco

### Colina

#### Alcalde
| Alcalde actual            | Mario Olavarría Rodríguez (UDI) | Mario Olavarría Rodríguez (UDI) | Mario Olavarría Rodríguez (UDI) | Mario Olavarría Rodríguez (UDI) |
| Candidato                 | Partido                         | Votos                           | %                               | Resultado                       |
| ------------------------- | ------------------------------- | ------------------------------- | ------------------------------- | ------------------------------- |
| Marcos Salgado Balboa     | PS                              | 7652                            | 33,92                           |                                 |
| Mario Olavarría Rodríguez | UDI                             | 14905                           | 66,08                           | Electo                          |

#### Concejales electos
| L | Candidato                        | Partido | Votos | %     |
| - | -------------------------------- | ------- | ----- | ----- |
| B | Pablo Gerónimo Atenas Valenzuela | PDC     | 1421  | 24,66 |
| B | Andrés Vásquez Medina            | PDC     | 2046  | 35,50 |
| H | Gonzalo Torres Ferrari           | RN      | 4111  | 68,13 |
| H | Soledad Vial Cummins             | RN      | 424   | 7,03  |
| H | Camilo Escobar Ortuzar           | RN      | 506   | 8,39  |
| J | Alejandra Lantadilla Budinich    | Evópoli | 1163  | 60,29 |
| L | Jorge Boher Ferrada              | UDI     | 1655  | 31,40 |
| L | Angélica Antiman Palma           | UDI     | 1153  | 21,87 |

### Lampa

#### Alcalde
| Alcaldesa actual            | Graciela Ortúzar Novoa (RN) | Graciela Ortúzar Novoa (RN) | Graciela Ortúzar Novoa (RN) | Graciela Ortúzar Novoa (RN) |
| Candidato                   | Partido                     | Votos                       | %                           | Resultado                   |
| --------------------------- | --------------------------- | --------------------------- | --------------------------- | --------------------------- |
| Daniel Esteban Godoy Méndez | IND                         | 771                         | 4,59                        |                             |
| Rodrigo Plaza Muñoz         | PDC                         | 2757                        | 16,40                       |                             |
| Graciela Ortúzar Novoa      | RN                          | 7975                        | 47,44                       | Electa                      |
| María Paz Espinoza Carvajal | IND                         | 636                         | 3,78                        |                             |
| José Núñez González         | IND                         | 1159                        | 6,90                        |                             |
| Alfonso Rodríguez Labbe     | IND                         | 3511                        | 20,89                       |                             |

#### Concejales electos
| L | Candidato                         | Partido | Votos | %     |
| - | --------------------------------- | ------- | ----- | ----- |
| B | Carlos Andrés Escobar Tobler      | PDC     | 1273  | 30,82 |
| B | Elisa del Carmen Millaquén Quidel | PS      | 852   | 20,62 |
| G | Jessica González Soto             | PRSD    | 751   | 53,07 |
| H | Lorena Rojas Mendoza              | RN      | 1401  | 49,80 |
| L | Carmen Gloria Ruminot Jorquera    | UDI     | 974   | 51,24 |
| S | Marcos Álvarez Tobar              | PPD     | 774   | 52,16 |

### Til Til

#### Alcalde
| Alcalde actual              | Nelson Orellana Urzúa (IND) | Nelson Orellana Urzúa (IND) | Nelson Orellana Urzúa (IND) | Nelson Orellana Urzúa (IND) |
| Candidato                   | Partido                     | Votos                       | %                           | Resultado                   |
| --------------------------- | --------------------------- | --------------------------- | --------------------------- | --------------------------- |
| César Eugenio Mena Retamal  | PDC                         | 2075                        | 34,59                       |                             |
| Nelson Orellana Urzúa       | IND                         | 3302                        | 55,05                       | Electo                      |
| Héctor Manuel Ahumada Rojas | IND                         | 3302                        | 10,35                       |                             |

#### Concejales electos
| L | Candidato                        | Partido | Votos | %     |
| - | -------------------------------- | ------- | ----- | ----- |
| B | María Isabel Delgadillo González | PDC     | 458   | 36,06 |
| B | Fermín Astorga Hidalgo           | PS      | 260   | 20,47 |
| H | Rafael Manríquez Llaña           | RN      | 287   | 40,65 |
| J | Luis Andrés Valenzuela Cruzat    | IND     | 325   | 31,07 |
| L | Eva Aburto Gajardo               | UDI     | 528   | 69.84 |
| S | Elvio Dante Santana González     | PC      | 315   | 24,82 |

## Provincia de Cordillera

### Pirque

#### Alcalde
| Alcalde actual               | Cristian Balmaceda Undurraga (RN) | Cristian Balmaceda Undurraga (RN) | Cristian Balmaceda Undurraga (RN) | Cristian Balmaceda Undurraga (RN) |
| Candidato                    | Partido                           | Votos                             | %                                 | Resultado                         |
| ---------------------------- | --------------------------------- | --------------------------------- | --------------------------------- | --------------------------------- |
| Juan Carlos Salas Barruetos  | PEV                               | 999                               | 12,87                             |                                   |
| Luis Batalle Pedreros        | PS                                | 3183                              | 41,01                             |                                   |
| Cristián Balmaceda Undurraga | RN                                | 3580                              | 46,12                             | Electo                            |

#### Concejales electos
| L | Candidato                             | Partido | Votos | %     |
| - | ------------------------------------- | ------- | ----- | ----- |
| B | Patricio Antonio Domínguez Warrington | PS      | 261   | 31,33 |
| G | Betzabé Muñoz Herrera                 | IND     | 646   | 66,12 |
| H | Pablo Ulloa Riquelme                  | RN      | 554   | 24,06 |
| H | Pedro Agustín Fontecilla Nieto        | RN      | 412   | 5,43  |
| H | Natalia Pérez Cerda                   | RN      | 677   | 29,40 |
| L | María Inés Mujica Vizcaya             | UDI     | 454   | 53,92 |

### Puente Alto

#### Alcalde
| Alcalde actual             | Germán Codina Powers (RN) | Germán Codina Powers (RN) | Germán Codina Powers (RN) | Germán Codina Powers (RN) |
| Candidato                  | Partido                   | Votos                     | %                         | Resultado                 |
| -------------------------- | ------------------------- | ------------------------- | ------------------------- | ------------------------- |
| Soledad Barría Iroume      | PS                        | 12245                     | 14,85                     |                           |
| Germán Codina Powers       | RN                        | 67107                     | 81,37                     | Electo                    |
| Victor Hugo Ortiz Avendaño | PRO                       | 3123                      | 3,79                      |                           |

#### Concejales electos
| L | Candidato                      | Partido | Votos | %     |
| - | ------------------------------ | ------- | ----- | ----- |
| B | Luis Escanilla Benavides       | PS      | 2720  | 25,14 |
| B | María Teresa Alvear Valenzuela | PDC     | 2041  | 18,86 |
| H | Emardo Hantelmann Godoy        | RN      | 10510 | 26,73 |
| H | Bernardita Paul Ossandón       | RN      | 16152 | 41,08 |
| H | Juan Marticorena Franco        | RN      | 1538  | 3,91  |
| H | Olivier Mellado Rodríguez      | RN      | 4527  | 11,51 |
| H | Karina Órdenes Ramírez         | RN      | 3135  | 7,97  |
| H | Caroline Lara Castillo         | IND     | 1425  | 3,62  |
| H | René Yáñez Ahumada             | IND     | 1022  | 2,60  |
| S | César Bunster Ariztía          | PC      | 1540  | 22,74 |

### San José de Maipo

#### Alcalde
| Alcalde actual             | Luis Pezoa Álvarez (RN) | Luis Pezoa Álvarez (RN) | Luis Pezoa Álvarez (RN) | Luis Pezoa Álvarez (RN) |
| Candidato                  | Partido                 | Votos                   | %                       | Resultado               |
| -------------------------- | ----------------------- | ----------------------- | ----------------------- | ----------------------- |
| Luis Vargas Sandoval       | PS                      | 2100                    | 35,52                   |                         |
| Luis Pezoa Álvarez         | RN                      | 2934                    | 49,63                   | Electo                  |
| Maximiliano Vargas Labra   | IND                     | 159                     | 2,69                    |                         |
| Juan Carlos Aguirre Lizama | IND                     | 352                     | 5,50                    |                         |
| Daniel Rodríguez Claverol  | IND                     | 394                     | 6,66                    |                         |

#### Concejales electos
| L | Candidato                         | Partido | Votos | %     |
| - | --------------------------------- | ------- | ----- | ----- |
| B | Marco Antonio Quintanilla Pizarro | PS      | 399   | 30,57 |
| B | Carmen Gloria Iracabal Kneer      | PS      | 341   | 26,13 |
| G | Andrés del Carmen Venegas Véliz   | PRSD    | 491   | 38,39 |
| H | Eduardo Astorga Flores            | RN      | 390   | 20,05 |
| H | Alejandro Hormazábal Arteaga      | RN      | 472   | 24,27 |
| S | Maite Birke Abaroa                | PPD     | 618   | 55,93 |

## Provincia de Maipo

### Buin
| Alcalde actual                | Ángel Bozan Ramos (PPD) | Ángel Bozan Ramos (PPD) | Ángel Bozan Ramos (PPD) | Ángel Bozan Ramos (PPD) |
| Candidato                     | Partido                 | Votos                   | %                       | Resultado               |
| ----------------------------- | ----------------------- | ----------------------- | ----------------------- | ----------------------- |
| Rodrigo Humberto Cerda Candia | PEV                     | 3037                    | 11,35                   |                         |
| Ángel Bozan Ramos             | PPD                     | 8597                    | 32,12                   |                         |
| Miguel Araya Lobos            | UDI                     | 14185                   | 53,00                   | Electo                  |
| Pedro Núñez Cerda             | IND                     | 943                     | 3,52                    |                         |

### Calera de Tango
| Alcalde actual               | Erasmo Valenzuela Santibáñez (IND) | Erasmo Valenzuela Santibáñez (IND) | Erasmo Valenzuela Santibáñez (IND) | Erasmo Valenzuela Santibáñez (IND) |
| Candidato                    | Partido                            | Votos                              | %                                  | Resultado                          |
| ---------------------------- | ---------------------------------- | ---------------------------------- | ---------------------------------- | ---------------------------------- |
| Erasmo Valenzuela Santibáñez | IND                                | 5561                               | 59,94                              | Electo                             |
| Alejandra Novoa Sandoval     | RN                                 | 4205                               | 43,06                              |                                    |

### Paine
| Alcalde actual           | Diego Vergara Rodríguez (RN) | Diego Vergara Rodríguez (RN) | Diego Vergara Rodríguez (RN) | Diego Vergara Rodríguez (RN) |
| Candidato                | Partido                      | Votos                        | %                            | Resultado                    |
| ------------------------ | ---------------------------- | ---------------------------- | ---------------------------- | ---------------------------- |
| Cristián Cornejo Fuentes | PPD                          | 5199                         | 28,69                        |                              |
| Diego Vergara Rodríguez  | RN                           | 12925                        | 71,31                        | Electo                       |

### San Bernardo
| Alcaldesa actual             | Nora Cuevas Contreras (UDI) | Nora Cuevas Contreras (UDI) | Nora Cuevas Contreras (UDI) | Nora Cuevas Contreras (UDI) |
| Candidato                    | Partido                     | Votos                       | %                           | Resultado                   |
| ---------------------------- | --------------------------- | --------------------------- | --------------------------- | --------------------------- |
| Víctor Manuel Martínez Ñanco | IND                         | 1451                        | 2,85                        |                             |
| Christopher White Bahamondes | PS                          | 10685                       | 21,00                       |                             |
| Nora Cuevas Contreras        | UDI                         | 23800                       | 46,77                       | Electa                      |
| Manuel Ahumada Lillo         | IND                         | 1872                        | 3,68                        |                             |
| Marisela Santibañez Novoa    | PRO                         | 13079                       | 25,70                       |                             |

## Provincia de Melipilla

### Alhué
| Alcalde actual          | Roberto Torres Huerta (IND) | Roberto Torres Huerta (IND) | Roberto Torres Huerta (IND) | Roberto Torres Huerta (IND) |
| Candidato               | Partido                     | Votos                       | %                           | Resultado                   |
| ----------------------- | --------------------------- | --------------------------- | --------------------------- | --------------------------- |
| Roberto Torres Huerta   | IND                         | 2477                        | 80,45                       | Electo                      |
| Fidel Valenzuela Madrid | PH                          | 602                         | 19,55                       |                             |

### Curacaví
| Alcalde actual               | Juan Pablo Barros Basso (IND) | Juan Pablo Barros Basso (IND) | Juan Pablo Barros Basso (IND) | Juan Pablo Barros Basso (IND) |
| Candidato                    | Partido                       | Votos                         | %                             | Resultado                     |
| ---------------------------- | ----------------------------- | ----------------------------- | ----------------------------- | ----------------------------- |
| Cristian Galdames Santibañez | PS                            | 4384                          | 39,34                         |                               |
| Juan Pablo Barros Basso      | IND                           | 6633                          | 59,53                         | Electo                        |
| Ronald Villegas Labarca      | Igualdad                      | 126                           | 1,13                          |                               |

### María Pinto
| Alcalde actual           | César Araos Aguirre (UDI) | César Araos Aguirre (UDI) | César Araos Aguirre (UDI) | César Araos Aguirre (UDI) |
| Candidato                | Partido                   | Votos                     | %                         | Resultado                 |
| ------------------------ | ------------------------- | ------------------------- | ------------------------- | ------------------------- |
| Carolina Araos Escandón  | IND                       | 121                       | 2,29                      |                           |
| Eduardo Aguirre González | PS                        | 706                       | 13,34                     |                           |
| César Araos Aguirre      | UDI                       | 1816                      | 34,32                     |                           |
| Jessica Mualim Fajuri    | IND                       | 2648                      | 50,05                     | Electa                    |

### Melipilla
| Alcalde actual              | Mario Gebauer Bringas (PPD) | Mario Gebauer Bringas (PPD) | Mario Gebauer Bringas (PPD) | Mario Gebauer Bringas (PPD) |
| Candidato                   | Partido                     | Votos                       | %                           | Resultado                   |
| --------------------------- | --------------------------- | --------------------------- | --------------------------- | --------------------------- |
| Álvaro Tobar Gómez          | IND                         | 1757                        | 6,16                        |                             |
| Segundo Alfredo Bruna Silva | PPD                         | 9127                        | 32,02                       |                             |
| Ivan Campos Aravena         | RN                          | 16073                       | 56,39                       | Electo                      |
| Manuel Retamal Jara         | Igualdad                    | 449                         | 1,58                        |                             |
| Raúl Antonio Rojas León     | IND                         | 854                         | 3,00                        |                             |
| Francisco Parra Pinto       | IND                         | 243                         | 0,85                        |                             |

### San Pedro
| Alcalde actual            | Florentino Flores Armijo (PDC) | Florentino Flores Armijo (PDC) | Florentino Flores Armijo (PDC) | Florentino Flores Armijo (PDC) |
| Candidato                 | Partido                        | Votos                          | %                              | Resultado                      |
| ------------------------- | ------------------------------ | ------------------------------ | ------------------------------ | ------------------------------ |
| Florentino Flores Armijo  | PDC                            | 909                            | 20,49                          |                                |
| Manuel Devia Vilches      | UDI                            | 2623                           | 59,12                          | Electo                         |
| Laura Montoya Pizarro     | Igualdad                       | 141                            | 3,18                           |                                |
| Paulina Palacios Vergara  | IND                            | 595                            | 13,41                          |                                |
| Juan Carlos Jiménez Sufan | IND                            | 169                            | 3,81                           |                                |

## Provincia de Santiago

### Cerrillos
| Alcalde actual                | Arturo Aguirre Gacitúa (PS) | Arturo Aguirre Gacitúa (PS) | Arturo Aguirre Gacitúa (PS) | Arturo Aguirre Gacitúa (PS) |
| Candidato                     | Partido                     | Votos                       | %                           | Resultado                   |
| ----------------------------- | --------------------------- | --------------------------- | --------------------------- | --------------------------- |
| Arturo Aguirre Gacitúa        | PS                          | 13467                       | 63,95                       | Electo                      |
| Alejandro Almendares Calderón | RN                          | 7590                        | 36,05                       |                             |

### Cerro Navia
| Alcalde actual                    | Luis Plaza Sánchez (RN) | Luis Plaza Sánchez (RN) | Luis Plaza Sánchez (RN) | Luis Plaza Sánchez (RN) |
| Candidato                         | Partido                 | Votos                   | %                       | Resultado               |
| --------------------------------- | ----------------------- | ----------------------- | ----------------------- | ----------------------- |
| Mauro Tamayo Rozas                | IND                     | 16262                   | 46,07                   | Electo                  |
| Luis Plaza Sánchez                | RN                      | 15319                   | 43,40                   |                         |
| Carlos Edinson Lisperguer Sánchez | Igualdad                | 367                     | 1,04                    |                         |
| Oriele Núñez Serrano              | PRO                     | 734                     | 2,08                    |                         |
| Alejandro Oyarzún Toro            | UPA                     | 267                     | 0,76                    |                         |
| Luis Molina Gaete                 | IND                     | 2352                    | 6,66                    |                         |

### Conchalí
| Alcalde actual             | Carlos Sottolichio Urquiza (PPD) | Carlos Sottolichio Urquiza (PPD) | Carlos Sottolichio Urquiza (PPD) | Carlos Sottolichio Urquiza (PPD) |
| Candidato                  | Partido                          | Votos                            | %                                | Resultado                        |
| -------------------------- | -------------------------------- | -------------------------------- | -------------------------------- | -------------------------------- |
| Esteban Alvear Alvear      | PEV                              | 2094                             | 7,08                             |                                  |
| Marcela Rosales Belmar     | PS                               | 8302                             | 28,05                            |                                  |
| Loreto Seguel King         | IND                              | 7174                             | 24,24                            |                                  |
| Rolando Paul Jiménez Pérez | PRO                              | 826                              | 2,79                             |                                  |
| Gustavo Vergara Rojas      | IND                              | 1677                             | 5,67                             |                                  |
| René de la Vega Fuentes    | IND                              | 8485                             | 28,67                            | Electo                           |
| Lorenzo Molina Ramírez     | IND                              | 1034                             | 3,49                             |                                  |

### El Bosque
| Alcalde actual                   | Sadi Melo Moya (PS) | Sadi Melo Moya (PS) | Sadi Melo Moya (PS) | Sadi Melo Moya (PS) |
| Candidato                        | Partido             | Votos               | %                   | Resultado           |
| -------------------------------- | ------------------- | ------------------- | ------------------- | ------------------- |
| Marcelo Andrés Olivares Figueroa | PEV                 | 3078                | 10,04               |                     |
| Sadi Melo Moya                   | PS                  | 18378               | 59,97               | Electo              |
| Loreto Letelier Barrera          | UDI                 | 7415                | 24,20               |                     |
| Ricardo Hernán Cifuentes Pérez   | PRO                 | 1772                | 5,78                |                     |

### Estación Central
| Alcalde actual                 | Rodrigo Delgado Mocarquer (UDI) | Rodrigo Delgado Mocarquer (UDI) | Rodrigo Delgado Mocarquer (UDI) | Rodrigo Delgado Mocarquer (UDI) |
| Candidato                      | Partido                         | Votos                           | %                               | Resultado                       |
| ------------------------------ | ------------------------------- | ------------------------------- | ------------------------------- | ------------------------------- |
| Angélica Cid Venegas           | PS                              | 12402                           | 39,07                           |                                 |
| Rodrigo Delgado Mocarquer      | UDI                             | 15440                           | 48,64                           | Electo                          |
| Doris Dayanna González Lemunao | IND                             | 2608                            | 8,22                            |                                 |
| Mauricio Santander Videla      | IND                             | 1296                            | 4,08                            |                                 |

### Huechuraba
| Alcalde actual                | Carlos Cuadrado Prats (PPD) | Carlos Cuadrado Prats (PPD) | Carlos Cuadrado Prats (PPD) | Carlos Cuadrado Prats (PPD) |
| Candidato                     | Partido                     | Votos                       | %                           | Resultado                   |
| ----------------------------- | --------------------------- | --------------------------- | --------------------------- | --------------------------- |
| Carlos Cuadrado Prats         | PPD                         | 16208                       | 65,29                       | Electo                      |
| Carolina Plaza Guzmán         | IND                         | 5944                        | 23,94                       |                             |
| Osvaldo Javier Navarro Jamett | IND                         | 262                         | 1,06                        |                             |
| Victor Mauricio Urzúa Maulén  | IND                         | 2412                        | 9,72                        |                             |

### Independencia
| Alcalde actual                 | Gonzalo Durán Baronti (PS) | Gonzalo Durán Baronti (PS) | Gonzalo Durán Baronti (PS) | Gonzalo Durán Baronti (PS) |
| Candidato                      | Partido                    | Votos                      | %                          | Resultado                  |
| ------------------------------ | -------------------------- | -------------------------- | -------------------------- | -------------------------- |
| Gonzalo Durán Baronti          | PS                         | 13463                      | 60,13                      | Electo                     |
| Rodrigo Barco Sánchez          | RN                         | 3513                       | 15,69                      |                            |
| Mauricio Alejandro Vargas Soto | Igualdad                   | 395                        | 1,76                       |                            |
| Antonio Garrido Mardones       | IND                        | 5018                       | 22,41                      |                            |

### La Cisterna
| Alcalde actual             | Santiago Rebolledo Pizarro (PPD) | Santiago Rebolledo Pizarro (PPD) | Santiago Rebolledo Pizarro (PPD) | Santiago Rebolledo Pizarro (PPD) |
| Candidato                  | Partido                          | Votos                            | %                                | Resultado                        |
| -------------------------- | -------------------------------- | -------------------------------- | -------------------------------- | -------------------------------- |
| Irma Edith Pérez Llanquín  | PEV                              | 4419                             | 21,50                            |                                  |
| Santiago Rebolledo Pizarro | PPD                              | 11340                            | 55,16                            | Electo                           |
| Marcelo Alfaro Valdés      | UDI                              | 4798                             | 23,34                            |                                  |

### La Florida
| Alcalde actual             | Rodolfo Carter Fernández (UDI) | Rodolfo Carter Fernández (UDI) | Rodolfo Carter Fernández (UDI) | Rodolfo Carter Fernández (UDI) |
| Candidato                  | Partido                        | Votos                          | %                              | Resultado                      |
| -------------------------- | ------------------------------ | ------------------------------ | ------------------------------ | ------------------------------ |
| Juan Carlos Zurita Medina  | PEV                            | 3280                           | 3,95                           |                                |
| David Peralta Castro       | PC                             | 19785                          | 23,80                          |                                |
| Rodolfo Carter Fernández   | UDI                            | 56341                          | 67,77                          | Electo                         |
| Alexis Schumacher Verdugo  | Igualdad                       | 2557                           | 3,08                           |                                |
| María Olga Morales Morales | UPA                            | 1172                           | 1,41                           |                                |

### La Granja
| Alcalde actual                   | Felipe Delpín Aguilar (PDC) | Felipe Delpín Aguilar (PDC) | Felipe Delpín Aguilar (PDC) | Felipe Delpín Aguilar (PDC) |
| Candidato                        | Partido                     | Votos                       | %                           | Resultado                   |
| -------------------------------- | --------------------------- | --------------------------- | --------------------------- | --------------------------- |
| Felipe Delpín Aguilar            | PDC                         | 13439                       | 64,05                       | Electo                      |
| Natalia Valentina Castillo Muñoz | RD                          | 2775                        | 13,22                       |                             |
| Vivian Maira Smith               | IND                         | 2626                        | 12,51                       |                             |
| Marisol Jacqueline Llanos Prado  | Igualdad                    | 538                         | 2,56                        |                             |
| Antonio Rivas Figueroa           | IND                         | 1605                        | 7,65                        |                             |

### La Pintana
| Alcalde actual                 | Jaime Pavez Moreno (PPD) | Jaime Pavez Moreno (PPD) | Jaime Pavez Moreno (PPD) | Jaime Pavez Moreno (PPD) |
| Candidato                      | Partido                  | Votos                    | %                        | Resultado                |
| ------------------------------ | ------------------------ | ------------------------ | ------------------------ | ------------------------ |
| Claudia Pizarro Peña           | PDC                      | 8313                     | 30,54                    | Electa                   |
| Olga González del Riego García | RN                       | 7270                     | 26,71                    |                          |
| Adolfo Rojas Pérez             | PRO                      | 1842                     | 6,77                     |                          |
| José Anselmo Hidalgo Zamora    | IND                      | 2463                     | 9,05                     |                          |
| Diego Iglesias Carranza        | IND                      | 6599                     | 24,24                    |                          |
| Jorge Alejandro Núñez Sandoval | IND                      | 734                      | 2,70                     |                          |

### La Reina
| Alcalde actual               | Raúl Donckaster Fernández (PDC) | Raúl Donckaster Fernández (PDC) | Raúl Donckaster Fernández (PDC) | Raúl Donckaster Fernández (PDC) |
| Candidato                    | Partido                         | Votos                           | %                               | Resultado                       |
| ---------------------------- | ------------------------------- | ------------------------------- | ------------------------------- | ------------------------------- |
| Raúl Donckaster Fernández    | PDC                             | 12194                           | 37,63                           |                                 |
| José Manuel Palacios Parra   | UDI                             | 12893                           | 39,79                           | Electo                          |
| Gabriel Luna Navarro         | Igualdad                        | 552                             | 1,70                            |                                 |
| Catalina Valenzuela Maureira | PH                              | 1210                            | 3,73                            |                                 |
| Pedro Davis Urzúa            | IND                             | 5556                            | 17,15                           |                                 |

### Las Condes
| Alcalde actual                | Francisco de la Maza Chadwick (UDI) | Francisco de la Maza Chadwick (UDI) | Francisco de la Maza Chadwick (UDI) | Francisco de la Maza Chadwick (UDI) |
| Candidato                     | Partido                             | Votos                               | %                                   | Resultado                           |
| ----------------------------- | ----------------------------------- | ----------------------------------- | ----------------------------------- | ----------------------------------- |
| David Silva Johnson           | PS                                  | 10976                               | 12,86                               |                                     |
| Joaquín Lavín Infante         | UDI                                 | 67150                               | 78,68                               | Electo                              |
| Nicolás Espinoza Araya        | Igualdad                            | 1074                                | 1,26                                |                                     |
| Willem Schuitemaker Truffello | IND                                 | 6145                                | 7,20                                |                                     |

### Lo Barnechea
| Alcalde actual                 | Felipe Guevara Stephens (RN) | Felipe Guevara Stephens (RN) | Felipe Guevara Stephens (RN) | Felipe Guevara Stephens (RN) |
| Candidato                      | Partido                      | Votos                        | %                            | Resultado                    |
| ------------------------------ | ---------------------------- | ---------------------------- | ---------------------------- | ---------------------------- |
| Felipe Guevara Stephens        | RN                           | 16592                        | 56,15                        | Electo                       |
| Atilio Herrera Ortiz           | Igualdad                     | 1333                         | 4,51                         |                              |
| Rafael Patricio Walker Salgado | IND                          | 1012                         | 3,42                         |                              |
| Carlos Ward Edwards            | IND                          | 10613                        | 35,92                        |                              |

### Lo Espejo
| Alcalde actual                       | Miguel Bruna Silva (PPD) | Miguel Bruna Silva (PPD) | Miguel Bruna Silva (PPD) | Miguel Bruna Silva (PPD) |
| Candidato                            | Partido                  | Votos                    | %                        | Resultado                |
| ------------------------------------ | ------------------------ | ------------------------ | ------------------------ | ------------------------ |
| Miguel Bruna Silva                   | PPD                      | 10128                    | 48,35                    | Electo                   |
| Gabriel Orellana Cisterna            | UDI                      | 1886                     | 9,00                     |                          |
| Elizabeth del Carmen Henríquez Leiva | IND                      | 4197                     | 20,04                    |                          |
| Carlos Inostroza Ojeda               | IND                      | 4737                     | 22,61                    |                          |

### Lo Prado
| Alcalde actual                | Gonzalo Navarrete Muñoz (PPD) | Gonzalo Navarrete Muñoz (PPD) | Gonzalo Navarrete Muñoz (PPD) | Gonzalo Navarrete Muñoz (PPD) |
| Candidato                     | Partido                       | Votos                         | %                             | Resultado                     |
| ----------------------------- | ----------------------------- | ----------------------------- | ----------------------------- | ----------------------------- |
| Maximiliano Ríos Galleguillos | PPD                           | 8332                          | 40,00                         | Electo                        |
| Ricardo Flores Gómez          | IND                           | 6796                          | 32,63                         |                               |
| Felipe Armijo Sánchez         | IND                           | 5702                          | 27,37                         |                               |

### Macul
| Alcalde actual           | Sergio Puyol Carreño (PDC) | Sergio Puyol Carreño (PDC) | Sergio Puyol Carreño (PDC) | Sergio Puyol Carreño (PDC) |
| Candidato                | Partido                    | Votos                      | %                          | Resultado                  |
| ------------------------ | -------------------------- | -------------------------- | -------------------------- | -------------------------- |
| Sergio Puyol Carreño     | PDC                        | 9942                       | 33,31                      |                            |
| Andrés Ugarte Navarrete  | UDI                        | 5445                       | 18,24                      |                            |
| Gonzalo Montoya Riquelme | IND                        | 14464                      | 48,45                      | Electo                     |

### Maipú
| Alcalde actual               | Christian Vittori Muñoz (PDC) | Christian Vittori Muñoz (PDC) | Christian Vittori Muñoz (PDC) | Christian Vittori Muñoz (PDC) |
| Candidato                    | Partido                       | Votos                         | %                             | Resultado                     |
| ---------------------------- | ----------------------------- | ----------------------------- | ----------------------------- | ----------------------------- |
| Freddy Campusano Cerda       | PDC                           | 17040                         | 17,50                         |                               |
| Valdemar Sanhueza Yévenes    | UPA                           | 1174                          | 1,21                          |                               |
| Claudia Nathalie Mix Jiménez | IND                           | 11004                         | 11,30                         |                               |
| Catherine Barriga Guerra     | IND                           | 35303                         | 36,26                         | Electa                        |
| Sandra Uribe Flores          | IND                           | 2222                          | 2,28                          |                               |
| Christian Vittori Muñoz      | IND                           | 30615                         | 31,45                         |                               |

## Provincia de Talagante

### El Monte
| Alcalde actual          | Francisco Gómez Ramírez (PS) | Francisco Gómez Ramírez (PS) | Francisco Gómez Ramírez (PS) | Francisco Gómez Ramírez (PS) |
| Candidato               | Partido                      | Votos                        | %                            | Resultado                    |
| ----------------------- | ---------------------------- | ---------------------------- | ---------------------------- | ---------------------------- |
| Francisco Gómez Ramírez | PS                           | 6501                         | 57,23                        | Electo                       |
| John General Álvarez    | UDI                          | 4312                         | 37,96                        |                              |
| Antonio Aliaga Leiva    | IND                          | 162                          | 1,43                         |                              |
| Pío Ortega Reyes        | IND                          | 384                          | 3,38                         |                              |

### Isla de Maipo
| Alcalde actual                   | Carlos Adasme Godoy (PDC) | Carlos Adasme Godoy (PDC) | Carlos Adasme Godoy (PDC) | Carlos Adasme Godoy (PDC) |
| Candidato                        | Partido                   | Votos                     | %                         | Resultado                 |
| -------------------------------- | ------------------------- | ------------------------- | ------------------------- | ------------------------- |
| Carlos Adasme Godoy              | PDC                       | 5348                      | 52,08                     | Electo                    |
| Hernán Leiva Lissembart          | RN                        | 4421                      | 43,05                     |                           |
| Carlos Alberto Navarro Gallinato | Igualdad                  | 500                       | 4,87                      |                           |

### Padre Hurtado
| Alcalde actual              | José Miguel Arellano Merino (RN) | José Miguel Arellano Merino (RN) | José Miguel Arellano Merino (RN) | José Miguel Arellano Merino (RN) |
| Candidato                   | Partido                          | Votos                            | %                                | Resultado                        |
| --------------------------- | -------------------------------- | -------------------------------- | -------------------------------- | -------------------------------- |
| Felipe Muñoz Heredia        | PS                               | 3894                             | 26,97                            |                                  |
| José Miguel Arellano Merino | RN                               | 10192                            | 70,58                            | Electo                           |
| Nolberto Orellana Morales   | Igualdad                         | 235                              | 1,63                             |                                  |
| Antonio Silva Murua         | UPA                              | 119                              | 0,82                             |                                  |

### Peñaflor
| Alcalde actual            | Manuel Fuentes Rosales (UDI) | Manuel Fuentes Rosales (UDI) | Manuel Fuentes Rosales (UDI) | Manuel Fuentes Rosales (UDI) |
| Candidato                 | Partido                      | Votos                        | %                            | Resultado                    |
| ------------------------- | ---------------------------- | ---------------------------- | ---------------------------- | ---------------------------- |
| Nibaldo Meza Garfia       | PDC                          | 12893                        | 50,11                        | Electo                       |
| Manuel Fuentes Rosales    | UDI                          | 11413                        | 44,36                        |                              |
| Jaime Cepeda Flores       | Igualdad                     | 290                          | 1,13                         |                              |
| Ariel Alonso Romero Núñez | IND                          | 692                          | 2,69                         |                              |
| Esteban Cáceres Olave     | IND                          | 169                          | 0,66                         |                              |
| Richard Leiva Mendoza     | IND                          | 274                          | 1,0                          |                              |

### Talagante
| Alcalde actual              | Raúl Leiva Carvajal (PS) | Raúl Leiva Carvajal (PS) | Raúl Leiva Carvajal (PS) | Raúl Leiva Carvajal (PS) |
| Candidato                   | Partido                  | Votos                    | %                        | Resultado                |
| --------------------------- | ------------------------ | ------------------------ | ------------------------ | ------------------------ |
| Carlos Álvarez Esteban      | PS                       | 11855                    | 59,38                    | Electo                   |
| Marco Antonio Zamora Bombal | UDI                      | 4387                     | 21,98                    |                          |
| Alicia Stuardo Morales      | IND                      | 1547                     | 7,75                     |                          |
| Pablo Esquivel Vásquez      | IND                      | 2174                     | 10,89                    |                          |